# أوكوتة ذات رائحة
الأوكوتة الذات رائحة (الاسم العلمي:Ocotea odorifera) (بالإنجليزية: Brazilian sassafras) هي نوع من النباتات تتبع جنس الأوكوتة من الفصيلة الغارية.